# Burlats
Burlats – miejscowość i gmina we Francji, w regionie Oksytania, w departamencie Tarn.
Według danych na rok 1990 gminę zamieszkiwało 1670 osób, a gęstość zaludnienia wynosiła 51 osób/km² (wśród 3020 gmin regionu Midi-Pireneje Burlats plasuje się na 213. miejscu pod względem liczby ludności, natomiast pod względem powierzchni na miejscu 252.).